# ديفيد جي. كانتور
ديفيد جي. كانتور (بالإنجليزية: David G. Cantor)‏ هو رياضياتي أمريكي، ولد في 1935، وتوفي في 19 نوفمبر 2012.